# Pacific Southwest Airlines Flight 182
Pacific Southwest Airlines (PSA) Flight 182 var ett kommersiellt flygplan av modell Boeing 727-214 som kolliderade med en Cessna 172. Kollisionen skedde över San Diego i Kalifornien klockan 09:01 måndagen den 25 september 1978. Det var Pacific Southwest Airlines första flygolycka som involverade dödsfall. Med de 144 döda är det den dödligaste flygolyckan i Kaliforniens historia. Fram till olyckan med American Airlines Flight 191 var det även den dödligaste flygolyckan i USA:s historia. 
Båda planen kraschade i North Park, ett bostadsområde i San Diego. Alla 135 personer ombord på flygplanet och sju personer på marken avled, så även de två personer ombord på Cessnan. Nio andra personer på marken skadades och 22 bostäder blev förstörda eller skadade av kraschen och flygplansdelar.

## Planerad flygning
På måndagsmorgonen den 25 september 1978, avgick Pacific Southwest Airlines Flight 182 från Sacramento till San Diego via Los Angeles. Den San Diego-baserade besättningen på sju personer bestod av kapten James McFeron, 42, flygstyrman Robert Fox, 38, färdmekaniker Martin Wahne, 44, och flygvärdinnorna Karen Borzewski, 29, Katherine Fons, 20, Deborah McCarthy, 29, och Dee Young, 26.
Flygningen från Sacramento till Los Angeles var händelselös. Klockan 08:34 avgick Flight 182 från Los Angeles. Flygstyrman Fox var förstepilot. Bland de 128 passagerarna fanns 29 PSA-anställda. Vädret i San Diego den morgonen var soligt och klart med 16 km synlighet. Klockan 08:59 blev besättningen varnade av inflygningskontrollen om en liten Cessna 172 Shyhawk i närheten. Cessnan flögs av två licensierade piloter, Martin Kazy Jr., 32, och David Boswell, 35. Kazy hade 5137 flygtimmar bakom sig medan Boswell endast hade 407 flygtimmar. Boswell tränade den dagen på ILS (Instrument Landing System)-landningar, med Kazy som instruktör. Deras plan lyfte från Montgomery Field och de navigerade under visuella flygregler, vilket inte kräver registrering av en färdplan. Boswell bar en "huva" för att begränsa hans synfält framåt och blockera det perifera synfältet, som är vanligt vid IFR (Instrumental Flight Rules)-träning. Cessnan var, vid tidpunkten för kollisionen, på en "missed approach" (avbruten inflygning på grund av fel position) för Lindbergh's runway 9. De var på väg österut och steg. Cessnan kommunicerade med San Diego inflygningskontroll.

## Kollision
PSA-piloterna rapporterade att de såg Cessnan efter att ha blivit underrättade om dess position av inflygningskontrollen. Röstinspelningen från cockpiten avslöjar dock att PSA-piloterna kort därefter inte längre hade Cessnan i sitt synfält och att de spekulerade kring dess position. Inflygningskontrollen i kontrolltornet Lindbergh tower missuppfattade en sändning klockan 09:00:50. Kontrollen trodde att piloten sade att Cessnan "passerar oss till höger" ("He's passing off to our right") och antog därmed att PSA hade Cessnan inom synhåll. I själva verket hade piloten sagt "I think he's pass(ed) off to our right.", "Jag tror att [Cessnan] har passerat till vår högra sida".
Efter att de fått tillstånd att gå ner för landning, och ungefär 40 sekunder innan kollisionen med Cessnan, var konversationen mellan de fyra i cockpiten förvirrad. De fortsatte spekulera om Cessnans position. När flygstyrman Fox frågade om det verkligen var fritt fram svarade de andra "det borde vi vara", "jag antar det" och "jag hoppas det".
I verkligheten befann sig Cessnan precis framför och under Boeing-planet, vilket tappade höjd snabbt och närmade sig det lilla planet. Enligt en rapport från National Transportation Safety Board (NTSB) kunde det ha varit svårt att se Cessnan för jetplanets piloter i och med att det befann sig under dem och smälte in i bakgrunden med de flerfärgade husen nedanför. Cessnan var gul, och de flesta husen nedanför hade en gulaktig färg. Dessutom var Cessnans skenbara rörelse mimimerad i och med att den och Boeing-planet var på ungefär samma kurs.
Besättningen på Flight 182 meddelade aldrig uttryckligen till kontrolltornet att de hade förlorat Cessnan ur sitt synfält. Om de hade klargjort detta till kontrollanterna kanske kraschen hade kunnat undvikits. Om Cessnan dessutom hade behållit kursen på 70° som de blivit tilldelad av kontrolltornet istället för att vänt till 90° så uppskattade NTSB att planen skulle ha missat varandra med 300 meter. NTSB ansåg dock att trots kursförändringen var det PSA-besättningens ansvar att passera  Cessnan med gott avstånd.
Kollisionen skedde klockan 09:01:46 på ca 790 meter höjd. Enligt flera vittnen på marken hördes först ett högt metalliskt, knastrande ljud, sedan en explosion. Elden drog deras blickar mot himlen.
Fotograften Hans Wendt från San Diego County Public Relations Office var på ett pressevent utomhus och lyckades efter kollisionen ta två bilder med sin stillbildskamera av planet som störtade mot marken.

## Krasch
Vraket av Cessnan rasade mot marken med den vertikala stabilisatorn avsliten från flygkroppen och böjd åt vänster. Cessnan slog ner ca 1100 meter nordväst om nedslagsplatsen för PSA-planet. 727:ans högra vinge var svårt skadad, vilket gjorde planet okontrollerbart och det krängde skarpt åt höger. Bränsletanken i planet brast och det fattade eld.
Flight 182 slog ned i ett hus 4,8 km nordöst om Lindbergh Field, i ett bostadsområde i San Diego känt som North Park. Det kraschade i 480 km/h med nosen nedåt. Seismografiska utslag indikerade att kraschen inträffade klockan 09:02:07. En av planets vingar fastnade i ett hus. Koordinaterna för Boeing-planets nedslagsplats är 32°44′37″N 117°07′14″W. Den största biten av Cessnan slog ned ungefär sex kvarter bort. Koordinaterna för Cessnans nedslagsplats är 32°45′7.97″N 117°7′32.57″W. Av explosionen och branden från Boeing-planet uppstod ett svampmoln som kunde ses från flera kilometer bort. Ungefär 60% av San Diegos brandkår skickades till platsen, och de som var först på plats sade att ingenting liknande ett flygplan fanns att se. Kraschen, explosionen och branden hade totalförstört Boeing 727-planet utan att lämna några större delar förutom motorer, delar av planets stjärtparti och landningsstället. Däremot var nedslagsplatsen relativt liten på grund av planets branta vinkel.

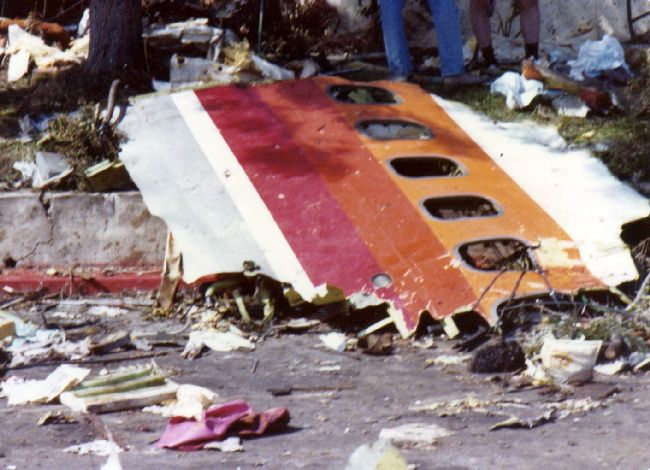
Vraket av PSA 182 efter kraschen

Totalt miste 144 personer livet i olyckan, inräknat Flight 182:s sju besättningsmedlemmar, 30 ytterligare PSA-anställda som flög som fripassagerare, de två männen i Cessna-planet och sju på marken (fem kvinnor och två barn). Ytterligare nio personer på marken skadades och 22 hem i fyra kvarter blev helt eller delvis förstörda. Jack Ridout, överlevare av flygolyckan på Teneriffa året innan, hade bokat en biljett till Flight 182 från Los Angeles, men han avbokade för att flyga hem dagen innan.
Olyckan var särskild anmärkningsvärd för den extrema massakern den skapade. Jetplanet blev från cockpiten till trapporna i planets bakre del komprimerad till ett ca 3,7 x 1,8 meters område, vilket orsakade den vänstra sidan att brista på mindre än en sekund. De flesta av planets passagerare och besättning slungades ut ur planet och blev stympade av kollisionskraften och trycket. En polis från San Diego Police Academy som var på plats den dagen sade "Det fanns inga kroppar att tala  om, bara delar. En gränd var fylld med bara armar, ben och fötter... Döda kroppar var inte främmande för mig, men jag var inte redo att se en flygvärdinnas torso slängd mot en bil... Hettan från bränderna och solen gjorde hela scenen overklig.". Endast fyra kroppar, flygstyrman Fox, två flygvärdinnor och en passagerare, hittaddes intakta. Kapten McFerons kvarlevor hittades aldrig.

## Utredning

Händelseförloppet som orsakade kollisionen

På den närliggande skolan St. Augustine High School upprättades en ledningscentral, där gymnastiksalen användes som ett provisoriskt bårhus och för rättsmedicinsk undersökning. Frysboxar användes för att bevara de biologiska kvarlevorna i och med att San Diego befann sig mitt i en värmebölja med temperaturer på över 37°C.
National Transportation Safety Boards rapport som färdigställdes den 19 april 1979 fastställde att den troliga orsaken till olyckan var PSA-besättningens misslyckande att följa protokoll gällande flygledningsprocedurer. Flight 182:s besättning förlorade Cessnan ur sitt sikte utan att rapportera det, trots att flygledningen instruerat dem att "hålla visuell separation från trafiken". Bidragande faktorer var även att flygledningen använde sig av "visuell separation" trots att radar fanns tillgängligt. Dessutom höll inte, av okänd anledning, Cessna-piloterna sin kurs, något de heller inte rapporterade till flygledningen.
De två fotografierna av Flight 182 tagna av Hans Wendt visar att de vänstra vingklaffarna var utfällda i och med att besättningen hopplöst försökte styra flygplanet, och att en stor del av den högra vingen saknades där Cessnan hade träffat. Man tror att besättningen kan ha försökt styra planet bort från bostadsområdet för att istället landa på Route 805 där skadorna hade varit mindre, men det lyckades inte. NTSB:s slutsats var att även om det hydrauliska systemet i den högra vingen var intakt så var de saknade klaffarna och den spridande elden tillräckligt för att göra Flight 182 okontrollerbart efter kollisionen.

## Efterverkningar
I efterverkningarna av förödelsen på marken förnyades kontroverserna i San Diego gällande placeringen av en så högt trafikerad flygplats i ett tätbefolkat område. Trots förslagen att förflytta den är San Diego International Airport, den mest trafikerade kommersiella flygplasten med en landningsbana i USA, fortfarande aktiv. Olycksplatsen blev avspärrad av polisen och förblev avspärrad i ett helt år.
Som resultat av kraschen rekommenderade NTSB omedelbar implementering av en Terminal Radar Service Area runt Lindbergh Field för att underlätta separationen av flygplan, och även en omedelbar översyn av kontrollprocedurer för alla trafikerade terminalområden.
Just då var Flight 182 den mest dödliga kommersiella flygolyckan i USA, men den blev överträffad åtta månader senare (fredagen den 25 maj 1979) när American Airlines Flight 191 kraschade i Chicago. Flight 182 är fortfarande den värtsa flygolyckan i Kaliforniens historia.
På grund av att PSA 187/Cessna-kollisionen var resultatet av ett pilotfel används det som ett exempel i modern flygträning. Embry-Riddle Aeornautical University använder kraschen i "mänskliga faktorer"-lektioner och andra använder det när de undervisar om flygutrymme eller visuella separationsregler.